# 재생의학

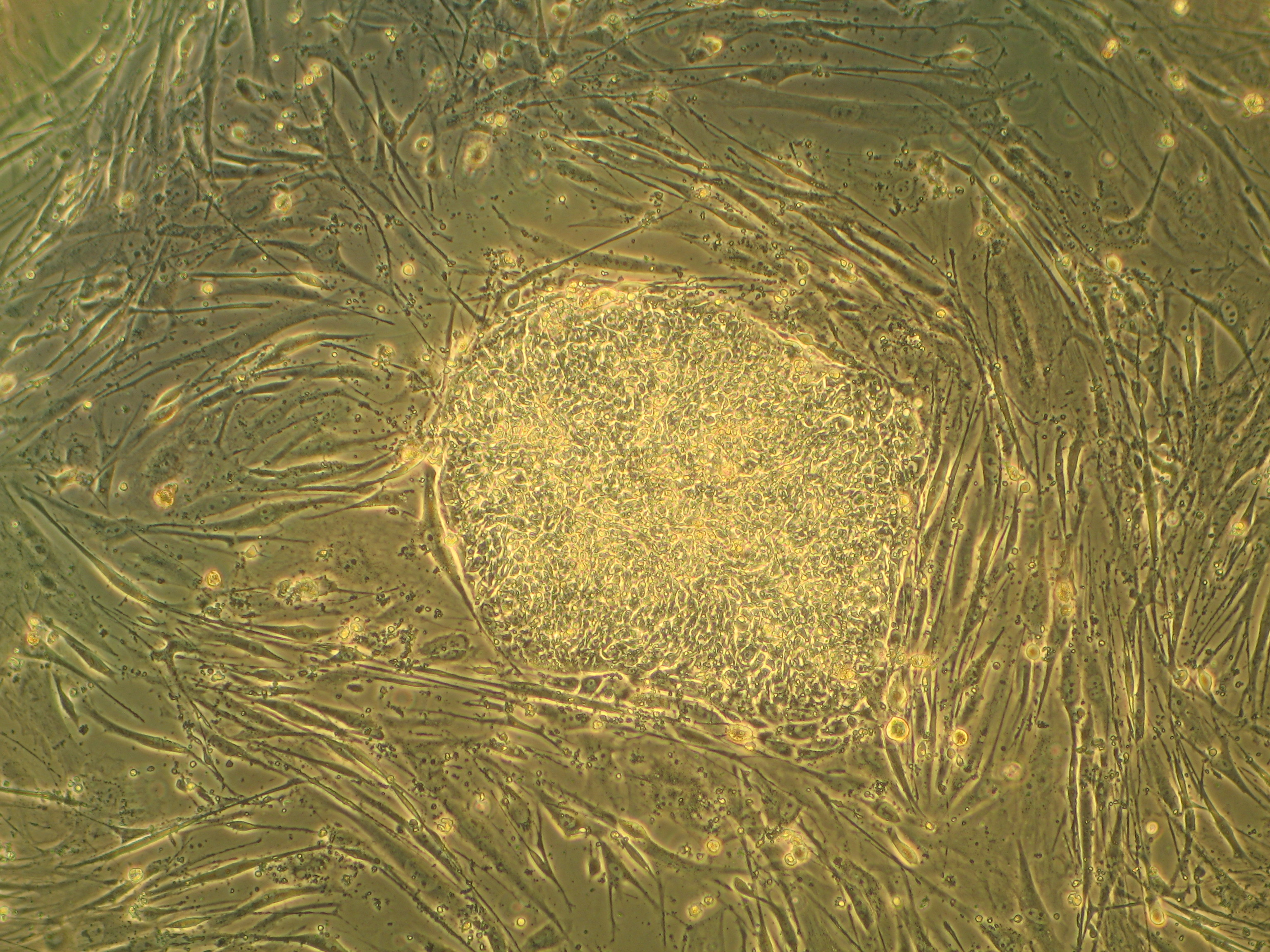
인간 줄기 세포

재생의학(再生醫學, Regenerative medicine)은 인간의 세포와 조직, 장기를 대체하거나 재생시켜서 원래의 기능을 할 수 있도록 복원시키는 의학 분야이다. 재생 의학의 목표는 이전엔 회복이 불가능했던 조직이나 장기들의 신체 고유의 회복 메커니즘을 활성화하거나 손상된 조직을 교체함으로써 손상된 부위를 재생하는 것이다. 또한 재생의학에는 신체가 스스로 치유할 수 없는 조직, 장기를 실험실에서 배양하고, 안전하게 이식하려는 시도도 포함된다. 이로써 재생의학은 특히 장기 이식이 필요한 사람들에 비해 턱없이 부족한 장기 기증의 문제를 해결할 수 있을 것으로 기대된다. 그리고 환자 자신의 세포를 이용한 장기 배양을 통해 장기 이식 때 발생하는 면역 거부 현상도 해결할 수 있을 것이다.
'재생의학'이라는 용어가 처음 나타난 것은 1992년 릴랜드 카이저(Leland Kaiser)의 병원 관리부에서였다. 그 서류엔 미래에 병원에 영향을 줄 기술들에 관한 내용들이 담겨있었는데, 여기서 굵은 글씨로 쓰인 ‘Regenerative Medicine’은 "만성질환을 치료하고 많은 부분에서 손상된 장기 시스템을 재생시킬 의학의 새로운 분야‘로 소개되었다. 그리고 이 용어는 1990년대 후반 휴먼지놈사이언시스(Human Genome Sciences)의 창립자 윌리엄 하셀타인 (William Haseltine)에 의해 널리 알려지게 된다. 재생의학의 핵심은 줄기세포를 이용한 생물 의학적 치료이다. 재생의학의 하위 개념은 다음과 같이 세 가지로 분류 할 수 있다. 그 예에는 줄기세포나 전구세포를 주사하는 세포 치료(cell therapy)나, 생리 활성 물질(Biologically active molecules)의 직접적 이용이나 이 물질을 주입받은 세포의 분비물을 이용한 면역조절 치료(immunomodulation therapy), 시험관에서 배양한 장기, 조직을 이식하는 조직공학(tissue engineering)이 있다.

## 같이 보기
- 항노화의학
- 인공 장기
- 아홀로틀
- 편형동물[2]
- 벌거숭이 두더지쥐[3]
- 생물의학
- 재생 (생물학)
- 회춘
- 줄기세포 테라피
- TERMIS
- Heparan sulfate analogue